# Freboldit
Freboldit ist ein sehr selten vorkommendes Mineral aus der Mineralklasse der „Sulfide und Sulfosalze“ mit der chemischen Zusammensetzung CoSe und damit chemisch gesehen ein Cobaltselenid. Als enge Verwandte der Sulfide werden die Selenide in dieselbe Klasse eingeordnet.
Freboldit kristallisiert im hexagonalen Kristallsystem und findet sich überwiegend in Form derber Mineral-Aggregate oder eingebetteter Körner von kupferroter bis grauschwarzer Farbe. Das Mineral ist in jeder Form undurchsichtig (opak) und zeigt auf den Oberflächen einen metallischen Glanz.

## Etymologie und Geschichte
Erstmals entdeckt wurde das Mineral zusammen mit Bornhardtit, Trogtalit, Hastit (diskreditiert 2009, identisch mit Ferroselit) im Steinbruch Trogtal bei Lautenthal im niedersächsischen Landkreis Goslar. Die Erstbeschreibung erfolgte 1955 durch Paul Ramdohr und Margaret Schmitt, allerdings zunächst ohne dem Mineral einen Namen zu geben, da die Ergebnisse des Röntgenpulverdiagramms aufgrund der geringen Probenmenge unbefriedigend waren. Erst zwei Jahre später konnte Hugo Strunz das Mineral als Cobaltselenid (CoSe) identifizieren und gab ihm den Namen Freboldit nach dem deutschen Geologen Georg Frebold (1891–1948).
Ein Aufbewahrungsort für das Typmaterial des Minerals ist nicht bekannt (Stand 2020).

## Klassifikation
Bereits in der veralteten 8. Auflage der Mineralsystematik nach Strunz gehörte der Freboldit zur Mineralklasse der „Sulfide und Sulfosalze“ und dort zur Abteilung der „Sulfide mit [dem Stoffmengenverhältnis] M(etall) : S(chwefel)r = 1 : 1“, wo er zusammen mit Achávalit (Achavalit), Breithauptit, Imgreit (diskreditiert), Jaipurit, Kotulskit, Langisit, Nickelin, Pyrrhotin, Sederholmit, Smythit und Troilit die „NiAs-Reihe“ mit der System-Nr. II/B.09a bildete.
Im Lapis-Mineralienverzeichnis nach Stefan Weiß, das sich aus Rücksicht auf private Sammler und institutionelle Sammlungen noch nach dieser alten Form der Systematik von Karl Hugo Strunz richtet, erhielt das Mineral die System- und Mineral-Nr. II/C.20-40. In der „Lapis-Systematik“ entspricht dies der Abteilung „Sulfide mit [dem Stoffmengenverhältnis] Metall : S,Se,Te ≈ 1 : 1“, wo Freboldit zusammen mit Breithauptit, Hexatestibiopanickelit, Kotulskit, Langisit, Nickelin, Sederholmit, Sorosit, Stumpflit, Sudburyit und Vavřínit sowie im Anhang mit Cherepanovit, Polarit, Ruthenarsenit, Sobolevskit und Wassonit die „Nickelin-Gruppe“ bildet (Stand 2018).
Die seit 2001 gültige und von der International Mineralogical Association (IMA) bis 2009 aktualisierte 9. Auflage der Strunz’schen Mineralsystematik ordnet den Freboldit ebenfalls in die Abteilung der „Metallsulfide, M : S = 1 : 1 (und ähnliche)“ ein. Diese ist allerdings weiter unterteilt nach den in der Verbindung vorherrschenden Metallen, so dass das Mineral entsprechend seiner Zusammensetzung in der Unterabteilung „mit Nickel (Ni), Eisen (Fe), Cobalt (Co) usw.“ zu finden ist, wo es zusammen mit Achávalit, Breithauptit, Hexatestibiopanickelit, Jaipurit, Kotulskit, Langisit, Nickelin, Sederholmit, Sobolevskit, Stumpflit, Sudburyit, Vavřínit und Zlatogorit die „Nickelingruppe“ mit der System-Nr. 2.CC.05 bildet.
Auch die vorwiegend im englischen Sprachraum gebräuchliche Systematik der Minerale nach Dana ordnet den Freboldit in die Klasse der „Sulfide und Sulfosalze“ und dort in die Abteilung der „Sulfidminerale“ ein. Hier ist er in der „Nickelingruppe (Hexagonal: P63/mmc)“ mit der System-Nr. 02.08.11 innerhalb der Unterabteilung der „Sulfide – einschließlich Seleniden und Telluriden – mit der Zusammensetzung AmBnXp, mit (m+n) : p = 1 : 1“ zu finden.

## Chemismus
Die idealisierte (theoretische) Zusammensetzung von Freboldit (CoSe) besteht aus Cobalt (Co) und Selen (Se) im Stoffmengenverhältnis von 1 : 1. Dies entspricht einem Massenanteil von 42,74 % Co und 57,26 % Se.

## Kristallstruktur
Freboldit kristallisiert isotyp mit Nickelin (siehe auch Nickelarsenid-Struktur) im hexagonalen Kristallsystem in der Raumgruppe P63/mmc (Raumgruppen-Nr. 194) mit den Gitterparametern a = 3,63 Å und c = 5,30 Å sowie zwei Formeleinheiten pro Elementarzelle.

## Eigenschaften
Mit einer Mohshärte von 5 bis 5,5 gehört Freboldit zu den mittelharten Mineralen, das sich bei entsprechender Größe ähnlich wie das Referenzmineral Apatit (Härte 5) gerade noch mit einem Taschenmesser ritzen lassen würde.
Aufgrund der geringen Probengröße konnte die Dichte von Freboldit bisher nicht messtechnisch ermittelt werden, sondern wurde anhand der Kristalltstrukturdaten errechnet. Die berechnete Dichte beträgt 7,70 g/cm3.

## Bildung und Fundorte
Freboldit bildet sich in Dolomit-Adern, wo er meist verwachsen mit Clausthalit auftritt. Als weitere Begleitminerale finden sich unter anderem noch Bornhardtit, Chalkopyrit, Guanajuatit, Hämatit, Hastit, Millerit, Nickelin, Sphalerit und Trogtalit.
Außer an seiner Typlokalität im Grauwacke-Steinbruch Trogtal bei Lautenthal in Niedersachsen mit selenerzführenden Dolomitgängen und Eisenerzen konnte das Mineral in Deutschland noch bei Tilkerode im Landkreis Mansfeld-Südharz in Sachsen-Anhalt gefunden werden.
Weltweit sind mit der Uran-Lagerstätte Pinky Fault in der kanadischen Provinz Saskatchewan und dem Temple Mountain im Bergbaurevier San Rafael im Emery County des US-Bundesstaates Utah bisher nur noch zwei weitere Fundorte für Freboldit bekannt (Stand 2020).